# Western Airlines
Western Airlines (ursprünglich Western Air Express, in den 1930er-Jahren kurzzeitig auch General Air Lines) war eine in Los Angeles ansässige Linienfluggesellschaft. Das Unternehmen wurde im Dezember 1986 von Delta Air Lines aufgekauft und am 1. April 1987 mit dieser fusioniert.

## Geschichte

### 1920er-Jahre

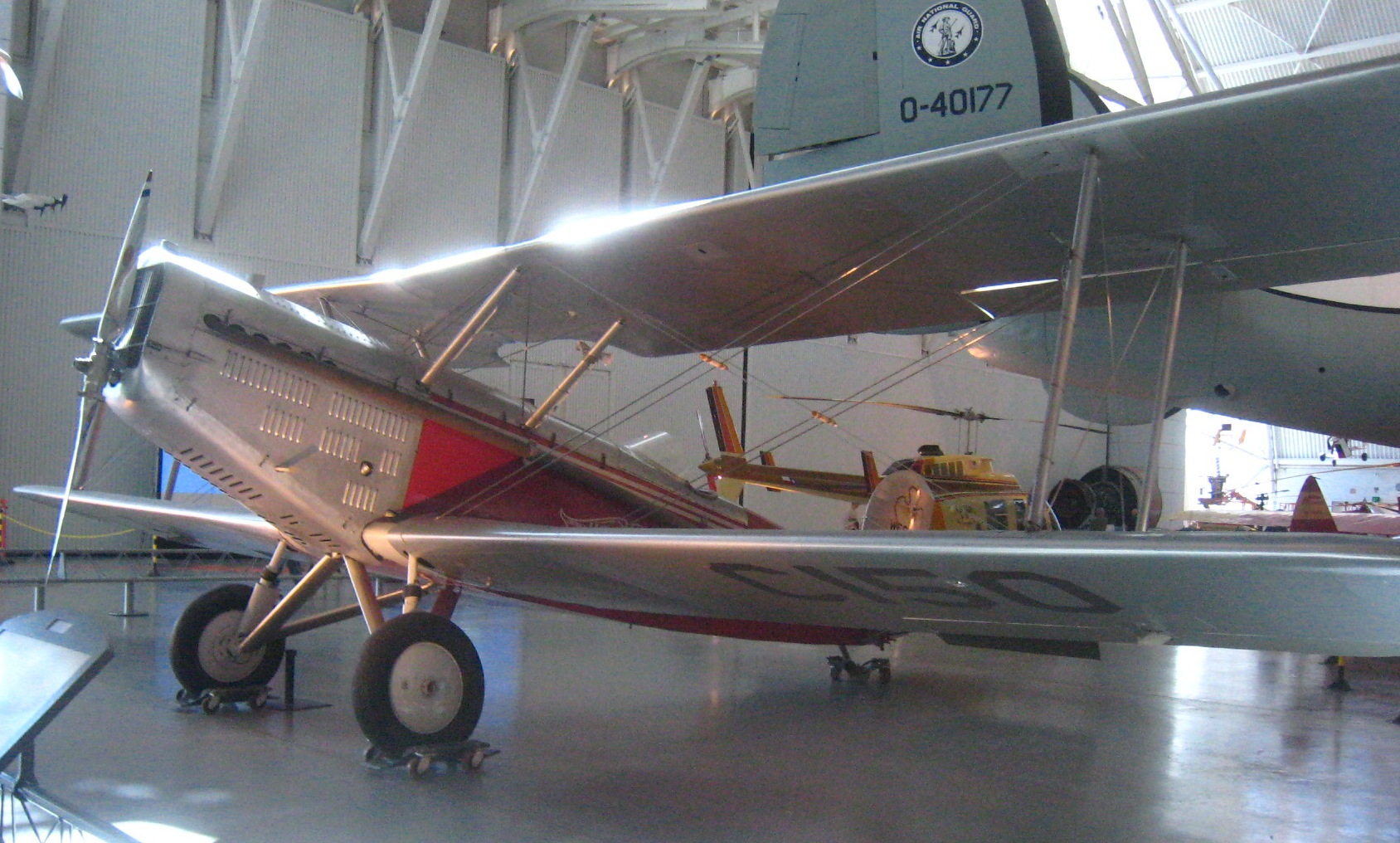
Die Aufnahme des Flugbetriebs erfolgte 1926 mit zwei Maschinen des Typs Douglas M-2.

Western Airlines wurde am 13. Juli 1925 von Harris M. Hanshue unter dem Namen Western Air Express in Sacramento (Kalifornien) gegründet, um Luftpost im Auftrag des United States Postal Service zu transportieren. Das Unternehmen gewann im Oktober 1925 die Ausschreibung zur Beförderung von Luftpost zwischen Salt Lake City und Los Angeles. Die Betriebsaufnahme fand am 17. April 1926 mit zwei werksneuen Flugzeugen des Typs Douglas M-2 statt. Die Strecke von Salt Lake City nach Los Angeles führte über Las Vegas, wo die Maschinen nachbetankt und auch weitere Postsendungen aufgenommen beziehungsweise entladen wurden. Ein Flug auf der Route dauerte etwa 8 Stunden.
Ab dem 23. Mai 1926 bot Western Air Express, die zu dieser Zeit 24 Personen beschäftigte, auch eine Mitnahme von Passagieren auf der Postroute an. Sie wird deshalb als erste US-amerikanische Linienfluggesellschaft angesehen. Im Juli desselben Jahres beförderte sie mit Maude Campbell den ersten weiblichen Passagier in der kommerziellen Luftfahrt der USA.
Ab dem 15. Dezember 1926 führte Western Air Express für den United States Postal Service auch Flüge zwischen Cheyenne (Wyoming) und Pueblo (Colorado) aus. Das Unternehmen transportierte im ersten Jahr knapp 32 t Luftpost (70.230 lb) und 258 Fluggäste.
Das Passagiergeschäft der Western Air Express entwickelte sich schnell. Im Jahr 1927 erwarb man einige Routen der Colorado Airways. Die Flotte wurde, um der steigenden Nachfrage nachzukommen, mit weiteren Flugzeugen ergänzt und das Liniennetz durch den Aufkauf kleinerer Gesellschaften stark ausgebaut. Zu dieser Zeit beförderte das Unternehmen etwa 40 % des gesamten US-amerikanischen Luftpostaufkommens. Mit Unterstützung des „Daniel Guggenheim Fund for Promotion of Aeronauctics“ nahm Western Air Express im Jahr 1928 Passagierflüge zwischen Los Angeles und San Francisco auf. Hierzu stellte das Unternehmen als erste Fluggesellschaft in den USA dreimotorige Flugzeuge des Typs Fokker F.10 in Dienst. Die Gesellschaft errichtete im selben Jahr 37 Wetterstationen auf der Strecke von Los Angeles nach San Francisco. Zudem installierte sie in Zusammenarbeit mit der Boeing Company weitere Navigations- und Funkgeräte am Boden sowie in ihren Flugzeugen. Das Unternehmen hatte für diese Systeme umfangreiche Entwicklungshilfe geleistet und sie in der Praxis erprobt. Einige der in dieser Zeit entstandenen Systeme, wie der Funkkompass, werden noch heute in modifizierter Form in der Luftfahrt genutzt. Im Jahr 1929 beteiligte sich der US-amerikanische Flugzeughersteller Fokker Aircraft Corporation, der im Juni 1930 von General Motors aufgekauft wurde, mehrheitlich an der Western Air Express.

### 1930er-Jahre

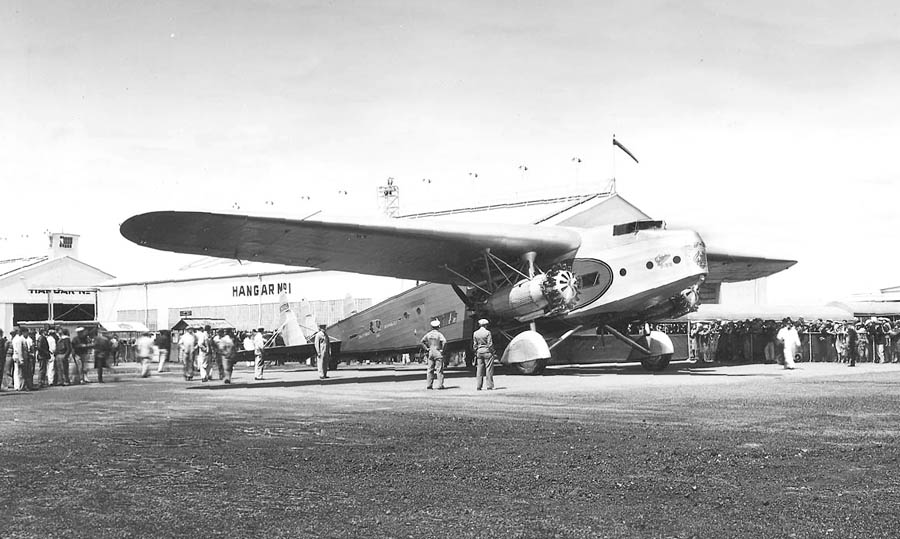
Eine der zwei Fokker F.32, welche Western Air Express im März 1930 werksneu erhielt. Sie waren die ersten viermotorigen Maschinen des Unternehmens.

Nach der Ende 1929 vollzogenen Übernahme von Standard Air Lines gehörte Western Air Express Anfang 1930 zu den größten US-Fluggesellschaften. Betrieb man Ende 1926 sechs Flugzeuge, so waren es 1930 bereits 40. Im selben Jahr weihte die Gesellschaft auf dem Flughafen in Alhambra ihr neues Terminal ein, dessen Errichtung über eine Million US-Dollar gekostet hatte. Parallel dazu wurden zwei viermotorige Maschinen des Typs Fokker F.32 in Dienst gestellt, die Platz für 32 Passagiere boten. Die Flugzeuge kamen zwischen Alhambra und Oakland zum Einsatz. Das Liniennetz umfasste zu dieser Zeit eine Länge von über 9200 Kilometer (5765 Meilen) und reichte von Kalifornien bis nach Kansas City.
Auf Drängen von Walter Folger Brown, dem damaligen United States Postmaster General, musste Western Air Express am 16. Juli 1930 den größten Teil ihres Streckennetzes mit dem der Transcontinental Air zusammenschließen, um an die Postbeförderungsaufträge auf den neu ausgeschriebenen Transkontinentalrouten zu gelangen. Aus den von der Fusion betroffenen Gesellschaftsbereichen ging die Transcontinental and Western Air (T&WA) hervor. Lediglich auf den beiden Postlinien CAM 4 und CAM 12, die das Unternehmen im Oktober 1925 durch Ausschreibungen gewonnen hatte, konnte ein eigenständiger Flugbetrieb fortgesetzt werden. Western Air Express bediente somit nur noch die Strecke von Los Angeles über Las Vegas nach Salt Lake City sowie die Route von Cheyenne nach Pueblo, die über Colorado Springs und Denver verlief.
General Aviation Manufacturing Corporation, die Nachfolgegesellschaft der Fokker Aircraft Corporation, erwarb im Jahr 1931 auch die restlichen Minderheitsbeteiligungen, welche die ursprünglichen Gründer noch an der Western Air Express und T&WA hielten. Im Oktober desselben Jahres wurde Mid-Continent Air Express, mit der zuvor bereits eine enge Kooperation bestand, aufgekauft und in das Unternehmen integriert. Durch den Zukauf konnte das Streckennetz wieder von Denver bis nach El Paso und Dallas erweitert werden. Im Jahr 1932 ließ Western Air Express als weltweit erste Fluggesellschaft eine Anzeige im Fernsehen schalten, die direkt übertragen und mit der Darstellerin Loretta Young gedreht wurde.
Nachdem durch den Luftpost-Skandal bekannt wurde, dass bei der Vergabe der Postrouten im Jahr 1930 Unregelmäßigkeiten im Spiel waren, annullierte die US-Regierung im Februar 1934 alle bestehenden Verträge und ließ die Luftpostbeförderung vom United States Army Air Corps ausführen. Infolgedessen wurden die letzten noch selbständig verbliebenen Unternehmensbereiche der Western Air Express am 17. April 1934 mit der T&WA fusioniert. Die Luftstreitkräfte waren mit den Transporten überfordert, so dass im Sommer 1934 eine Neuausschreibung der Verträge erfolgte, wovon die in den Skandal verwickelten Unternehmen ausgeschlossen waren. Um an der Ausschreibung teilnehmen zu können, entschied sich General Aviation die Western Air Express wieder vollständig aus der T&WA zu lösen und unter neuen Namen weiter zu betreiben. Das herausgelöste Unternehmen erhielt am 8. Mai 1934 den Namen General Air Lines.
Weil fast alle zuvor bedienten Strecken im Liniennetz der T&WA verblieben, flog General Air Lines mit ihren vier werksneuen Douglas DC-2 zunächst nur die Städte San Diego, Los Angeles, Las Vegas und Salt Lake City an.
Der Haupteigentümer General Aviation Manufacturing Corporation veräußerte Ende 1934 seine Unternehmensanteile, woraufhin der Name am 29. Dezember 1934 wieder in Western Air Express geändert wurde.
Geleaste Boeing 247 kamen ab 1935 zum Einsatz. Zeitgleich beschäftigte das Unternehmen erstmals weibliche Flugbegleiter. Durch die Übernahme der National Parks Airways erfolgten ab 1937 Flüge in den Bundesstaat Montana sowie zum Yellowstone-Nationalpark. Im selben Jahr wurden die ersten Douglas DC-3 in Dienst gestellt. Ab 1938 bot Western Air Express als erste Fluggesellschaft eine Benutzung von Schreibmaschinen an Bord an.

### 1940er-Jahre

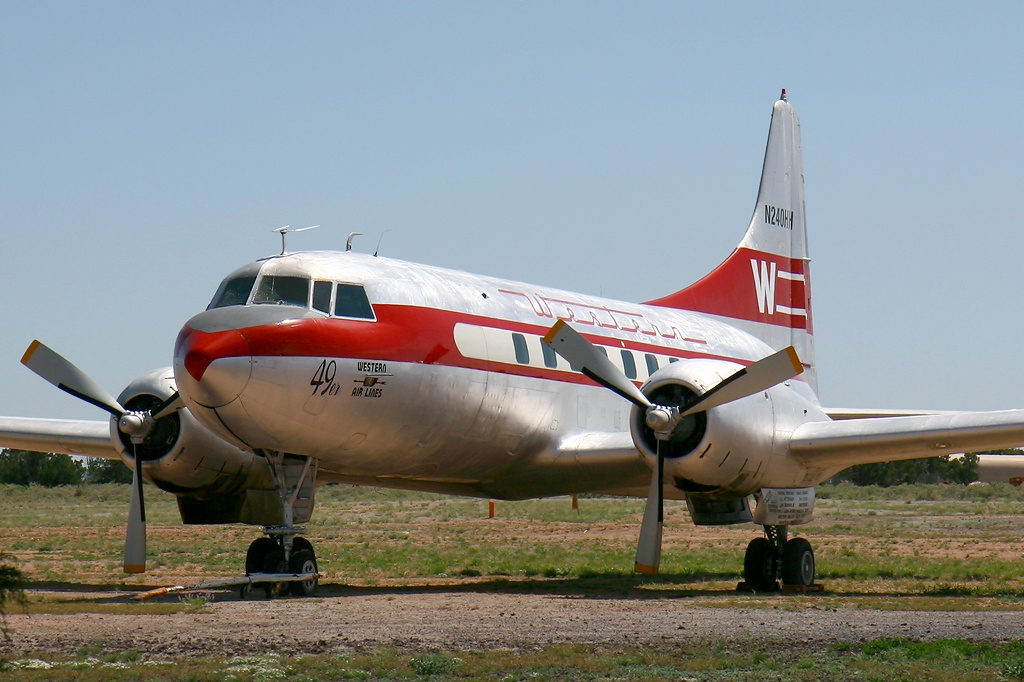
Ab 1948 setzte Western Air Lines mit der Convair CV-240 erstmals ein Flugzeug mit Druckkabine ein.

Am 11. April 1941 wurde Western Air Express zur Western Air Lines umfirmiert. Zu dieser Zeit bestand die Flotte des Unternehmens aus fünf Boeing 247 und sieben Douglas DC-3. Im selben Jahr richtete die Gesellschaft ihre erste internationale Linienverbindung von Great Falls nach Lethbridge in Kanada ein. Nach Ausbruch des Zweiten Weltkriegs führte Western Air Lines ab 1942 auch militärische Materialtransporte für das US-amerikanische Air Transport Command über Kanada und Alaska in die Sowjetunion durch. Im Jahr 1944 wurde das Streckennetz ausgehend von Denver in den Bundesstaat North Dakota erweitert und eine Mehrheitsbeteiligung an der Inland Air Lines erworben, die als Tochtergesellschaft bestehen blieb. Nonstopflüge zwischen Los Angeles und Denver erfolgten ein Jahr später.
Western Air Lines und Sabena übernahmen am 18. Januar 1946 als weltweit erste Unternehmen zivil gefertigte Douglas DC-4. Weil Western Air Lines ihre Maschinen vor der belgischen Gesellschaft in Dienst stellte, gilt sie als Erstbetreiber dieses Flugzeugtyps. Verbindungen von Los Angeles nach Portland und Seattle wurden 1947 eingerichtet. Im selben Jahr geriet die Gesellschaft in finanzielle Schwierigkeiten und veräußerte vier Douglas DC-4 sowie ihre Linienrechte für die Route von Los Angeles nach Denver zum Preis von 3,7 Millionen US-Dollar an United Air Lines. Flugzeuge des Typs Convair CV-240, die eine Druckkabine besaßen, wurden 1948 in Dienst gestellt. Die Maschinen kamen ab dem Folgejahr auch auf einer neu eröffneten Nonstopverbindung von Denver nach Minneapolis-Saint Paul zum Einsatz.

### 1950er-Jahre

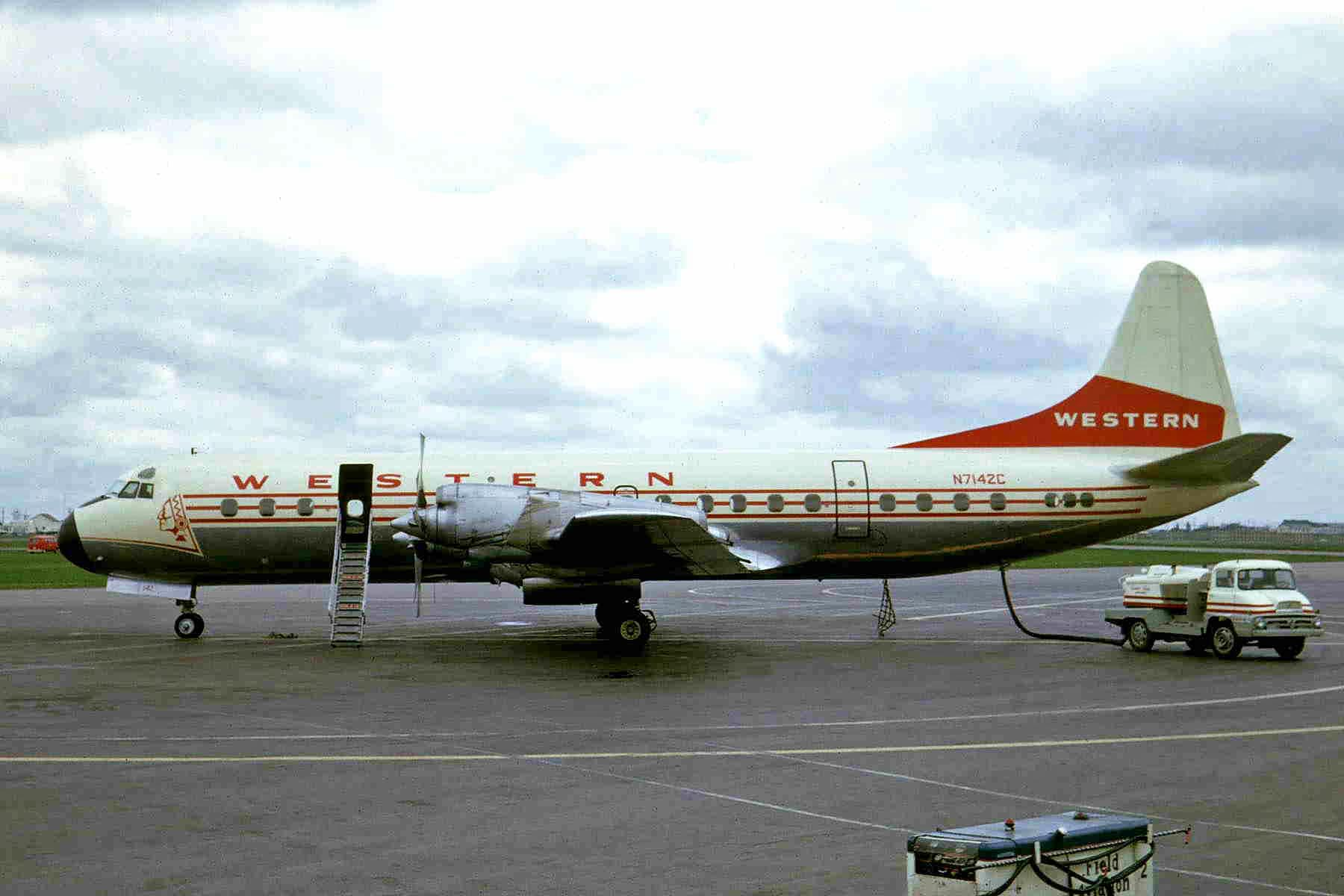
Turboprop-Flugzeuge des Typs Lockheed L-188 wurden ab 1959 betrieben.

Western Air Lines verwendete ab 1950 als weltweit erste Fluggesellschaft Förderbänder, um das Gepäck der Passagiere zu verladen. Die von Great Falls ausgehende Verbindung ins kanadische Lethbridge wurde im selben Jahr nach Edmonton verlängert. Die 1944 erworbene Inland Air Lines ging 1952 mitsamt ihrem Streckennetz in der Western Air Lines auf. Im selben Jahr stellte die Gesellschaft ihre ersten Douglas DC-6 in Dienst, deren Geschwindigkeit und Reichweite mehr Direktflüge ermöglichten. Die Douglas DC-6 wurde in den 1950er-Jahren zum wichtigsten Flugzeugtyp des Unternehmens und mehrfach nachbestellt.
Anfang 1954 änderte man die Schreibweise des Namens in Western Airlines. Im Geschäftsjahr 1955 beförderte die Gesellschaft rund 1,1 Millionen Fluggäste, 5435 t Fracht sowie 4897 t Luftpost. Zeitgleich beschäftigte das Unternehmen über 2100 Angestellte. Im April 1956 hatte das Streckennetz eine Gesamtlänge von 8900 Kilometer (5525 Meilen) und erstreckte sich von San Diego bis Edmonton (Kanada). Zu dieser Zeit verfügte Western Airlines über eine Flotte von neun Convair CV-240, drei Douglas DC-3, sechs Douglas DC-4 und acht Douglas DC-6; weitere 13 DC-6 waren bestellt. Im selben Monat orderte die Gesellschaft ihre ersten neun Turboprop-Flugzeuge des Typs Lockheed L-188 Electra, deren Auslieferung ab dem 1. August 1959 erfolgte. Internationale Flüge von Los Angeles nach Mexiko-Stadt wurden am 15. Juli 1957 aufgenommen.

### 1960er-Jahre

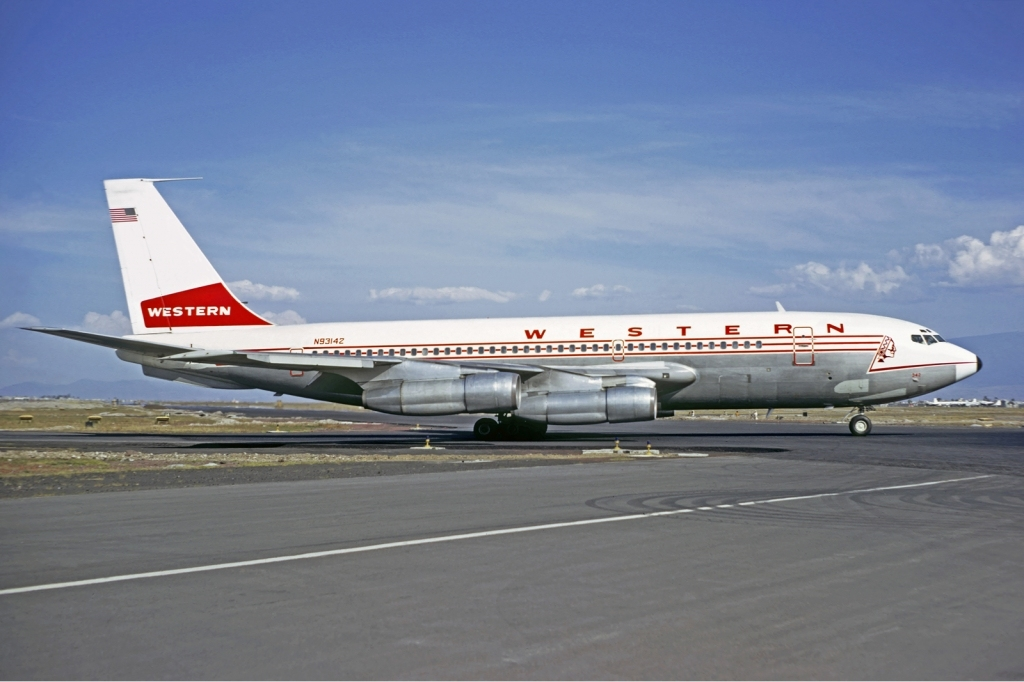
Western Airlines setzte von 1961 bis 1980 Maschinen des Typs Boeing 720 ein.

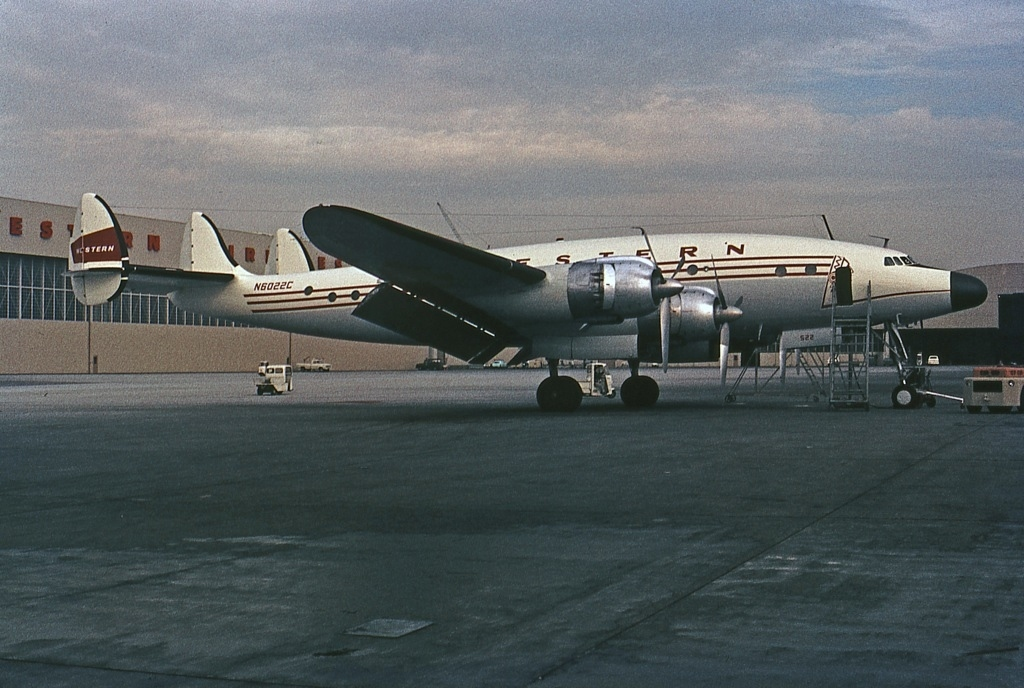
Durch die Übernahme der Pacific Northern Airlines gelangte Western Airlines im Jahr 1967 an sechs Lockheed L-749A Constellation, die ursprünglich an TWA ausgeliefert worden waren.

Western Airlines leaste ab Mai 1960 zwei Düsenflugzeuge des Typs Boeing 707-100 vom Hersteller, die ursprünglich für Cubana bestimmt waren. Diese kamen zunächst zwischen Los Angeles und Seattle zum Einsatz. Etwa zeitgleich wurde die internationale Verbindung nach Edmonton aufgegeben und stattdessen Calgary als einziges kanadisches Ziel angeflogen. Die erste von ursprünglich vier bestellten Boeing 720B wurde am 20. Mai 1961 an das Unternehmen ausgeliefert. Bis 1967 übernahm die Gesellschaft insgesamt 27 werksneue Maschinen dieses Typs.
Ab 1962 bot Western Airlines mit Flugzeugen des Typs Douglas DC-6 einen Shuttleverkehr von Los Angeles und San Francisco nach Las Vegas an. Diese sehr preisgünstigen Flüge wurden unter dem Werbenamen Thriftair vermarktet. Anfang 1964 bestand die Flotte der Gesellschaft aus zehn Boeing 720 (drei weitere waren geordert), vierzehn Douglas DC-6 und zwölf Lockheed L-188. Acapulco wurde als zweites mexikanisches Ziel ab 1965 von Los Angeles angeflogen. Internationale Streckenrechte von San Francisco nach Vancouver erhielt das Unternehmen im Frühjahr 1967. Im Oktober 1967 ging die zuvor aufgekaufte Pacific Northern Airlines mitsamt ihrem Streckennetz in der Western Airlines auf, wodurch diese Linienflüge von Seattle nach Anchorage, Juneau und zu anderen Städten in Alaska anbieten konnte.
Die erste Boeing 737-200 wurde am 11. Juli 1968 an die Gesellschaft ausgeliefert. Ihre erste Boeing 727-200 übernahm Western Airlines am 16. Oktober 1969. Im selben Jahr erhielt das Unternehmen Streckenrechte für Flüge von Los Angeles und Anchorage nach Honolulu. Die Betriebsaufnahme nach Hawaii erfolgte mit fünf Maschinen des Typs Boeing 707-320C, die bereits im Sommer 1968 in Dienst gestellt worden waren.

### 1970er-Jahre

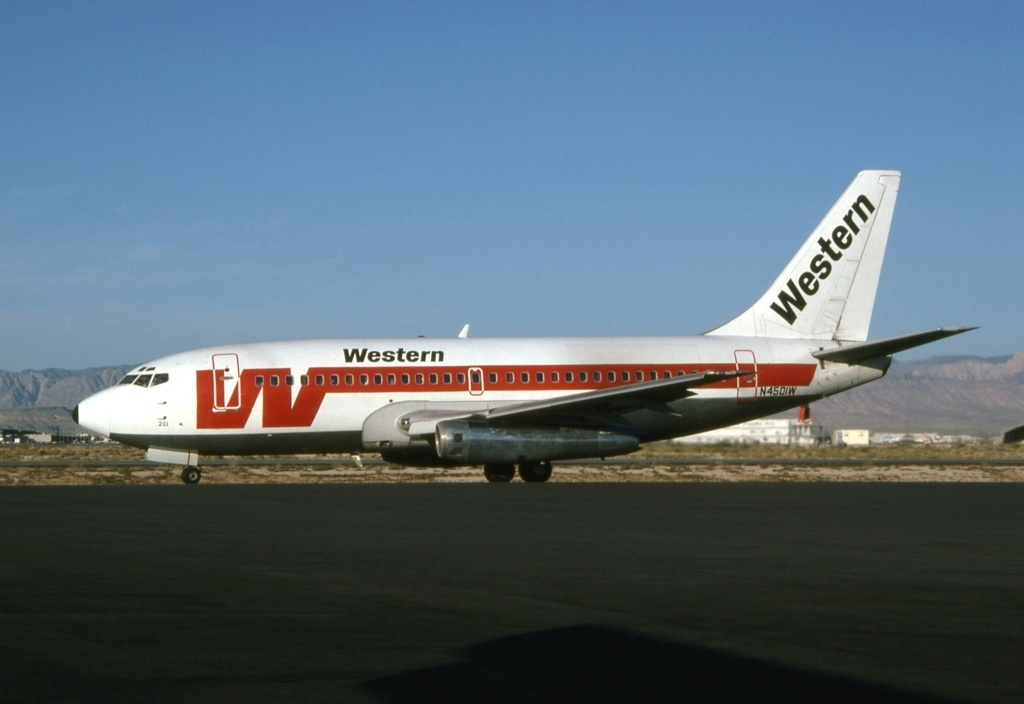
Eine Boeing 737-200 in der 1973 eingeführten Bemalung.

Anfang der 1970er-Jahre strebte Western Airlines eine Fusion mit American Airlines an, was aber am 28. Juli 1972 von der US-Luftfahrtbehörde Civil Aeronautics Board untersagt wurde.
Im Jahr 1971 bestellte die Gesellschaft ihre ersten Großraumflugzeuge des Typs McDonnell Douglas DC-10-10, deren Auslieferung ab dem 19. April 1973 erfolgte. Parallel dazu erhielten die Flugzeuge eine neue Bemalung. Mitte der 1970er-Jahre beschäftigte das Unternehmen rund 9400 Angestellte und setzte eine Flotte von 5 Boeing 707, 18 Boeing 720, 18 Boeing 727-200, 26 Boeing 737-200 sowie 5 Douglas DC-10 ein.
Erste transkontinentale Linienflüge an die Ostküste der Vereinigten Staaten erfolgten ab 1976 zwischen Los Angeles und Miami (Florida). Ein Jahr später wurde diese Route nach Fort Lauderdale verlängert. Zudem richtete die Gesellschaft im Jahr 1978 Verbindungen von Los Angeles nach Guadalajara (Mexiko) sowie 1979 von Seattle nach Washington, D.C. ein.
Nach der Deregulierung des US-Luftverkehrs geriet Western Airlines in finanzielle Probleme. Infolgedessen wurden am Ende der 1970er-Jahre Gespräche mit Continental Airlines geführt, um einen Zusammenschluss beider Gesellschaften zu prüfen. Das Civil Aeronautics Board lehnte die angestrebte Fusion im Juli 1979 ab.

### 1980er-Jahre

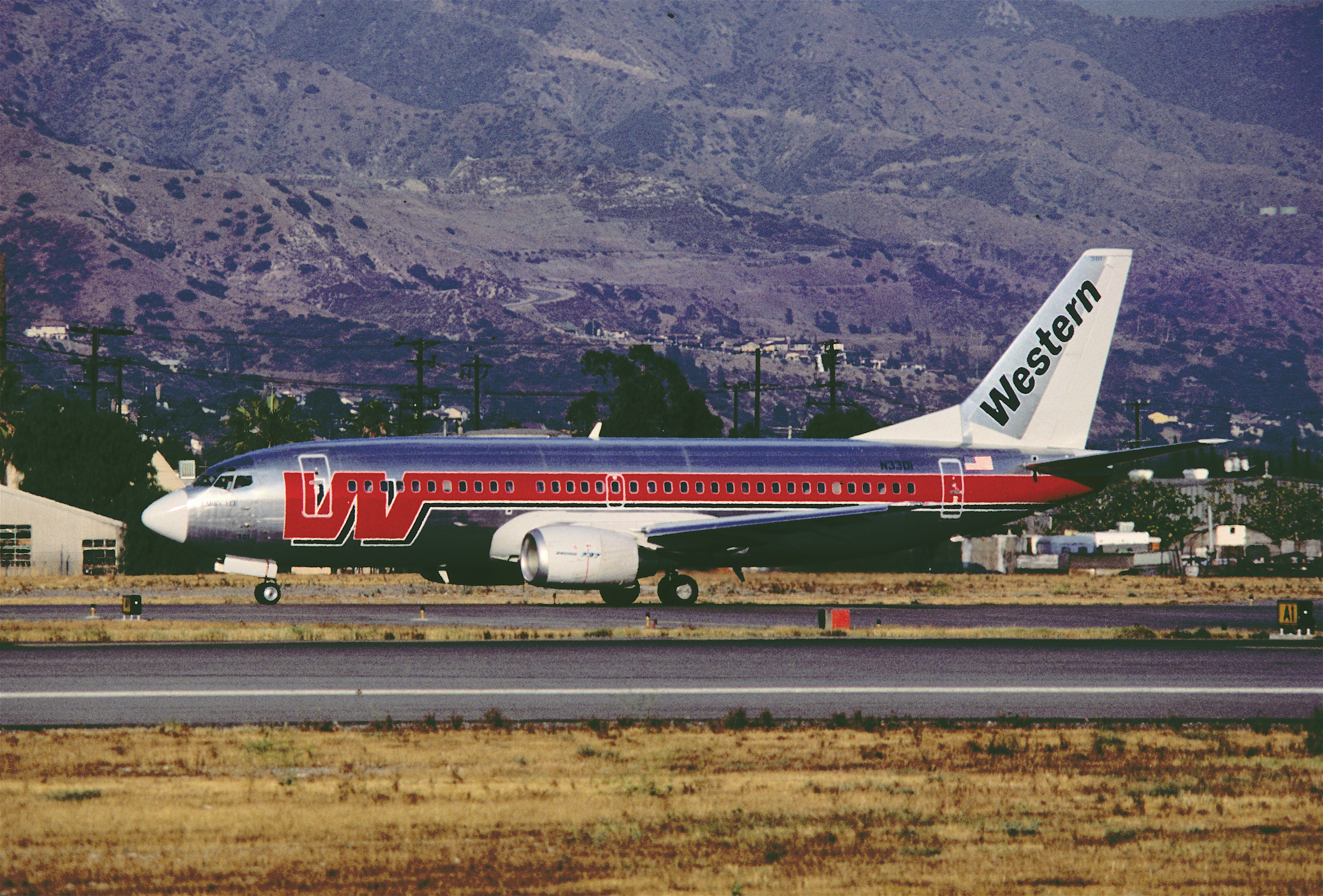
Eine Boeing 737-300 in letzter Farbgebung der Gesellschaft.

Western Airlines richtete im Jahr 1980 eine Langstreckenverbindung von Honolulu (Hawaii) über Anchorage (Alaska) zum Flughafen London-Gatwick ein. Die Route von Alaska nach Großbritannien wurde aber bereits im Frühjahr 1981 mangels Auslastung wieder eingestellt. Anschließend nahm die Gesellschaft am 24. April 1981 Linienflüge von Denver nach London auf, die jedoch ebenfalls nicht wirtschaftlich waren. Western Airlines ließ den Transatlantikverkehr ab Dezember 1981 durch Arrow Air im Subcharter ausführen, bis die Verbindung nach London am 1. Januar 1982 endgültig aufgegeben wurde.
In den Jahren 1981 und 1982 erwirtschaftete Western Airlines Verluste in Höhe von 73,4 bzw. 40 Millionen US-Dollar. Die Gewerkschaften stimmten im Jahr 1982 einer Gehaltskürzung in Höhe von 10 bis 18 % zu, wodurch das Unternehmen jährlich bis zu 42 Millionen US-Dollar an Personalkosten einsparen und die Insolvenz abwenden konnte. Zeitgleich begann Western Airlines mit dem Ausbau ihres Drehkreuzes in Salt Lake City und eröffnete zahlreiche von dort ausgehende Routen, unter anderem nach Chicago, Dallas, Kansas City, New York sowie Washington. Parallel dazu wurden die Verbindungen nach Florida und zu den Bahamas eingestellt; stattdessen flog die Gesellschaft weitere Zielorte in Mexiko an.
In den 1980er-Jahren erhöhte Western Airlines die Anzahl ihrer täglichen Flüge kontinuierlich. Weil hierzu mehr Flugzeuge benötigt wurden, bestellte das Unternehmen im Januar 1983 zunächst sechs Boeing 737-300, deren Auslieferung ab April 1985 erfolgte. Im Januar 1984 wurde eine bereits im März 1980 getätigte Bestellung über sechs Boeing 767 storniert und stattdessen zwölf Boeing 737-200 sowie sechs weitere Boeing 737-300 geordert. Eine im März 1985 ausgelieferte Boeing 737-200 war das erste Flugzeug, welches die geänderte „metallische“ Farbgebung trug. Ab Frühjahr 1986 führte Sky West Airlines unter dem Markenauftritt Western Express Zubringerverkehr zu den Drehkreuzen in Los Angeles und Salt Lake City aus.
Am 9. September 1986 unterbreitete Delta Air Lines, welche zu diesem Zeitpunkt die sechstgrößte US-amerikanische Fluggesellschaft war, der Gesellschaft ein Übernahmeangebot in Höhe von 860 Millionen US-Dollar. Delta Air Lines hatte letztmals im Jahr 1972 mit der Northeast Airlines eine Fluggesellschaft aufgekauft und sich an der Fusionswelle der 1980er-Jahre noch nicht beteiligt. Während Delta Air Lines über ein dichtes Liniennetz in den östlichen Bundesstaaten verfügte, besaß Western Airlines hauptsächlich Routen westlich des Mississippi, so dass es kaum Überschneidungen in ihren Streckennetzen gab.
Nachdem die US-Luftfahrtbehörde eine Genehmigung zur Fusion erteilt hatte, wurde die Übernahme am 19. Dezember 1986 rechtsgültig. Western Airlines setzte ihren Flugbetrieb bis zum 31. März unter eigenem Markenauftritt fort und ging am 1. April 1987 vollständig in Delta Air Lines auf, die dadurch zur viertgrößten US-amerikanischen Fluggesellschaft aufstieg.

## Flotte
Im Lauf ihrer Geschichte setzte die Gesellschaft folgende Flugzeugtypen ein:
| - Airco D.H.4 - Bach Air Yacht - Boeing 204 - Boeing 247D - Boeing 707-100 und 707-320C - Boeing 720 und 720B - Boeing 727-200 - Boeing 737-200 und 737-300 - Boeing Model 40 - Boeing Model 80 - Boeing Model 95 - Convair CV-240 - Curtiss HS-2L | - Douglas DC-2 - Douglas DC-3 - Douglas DC-4 - Douglas DC-6B - Douglas M-2 - Douglas M-4 und M-4A - Fokker F.10A - Fokker F.14 - Fokker F.32 - Fokker Super Universal - Ford 5-AT - General Aviation GA-43 - McDonnell Douglas DC-10-10 und DC-10-30 | - Lockheed Air Express - Lockheed L-188A - Lockheed L-749A - Lockheed Modell 12A - Lockheed Model 18 - Loening C-2-H - North American T-6 - Ryan M-1 - Sikorsky S-38 - Stearman 4 - Stearman C3B - Stinson SM-1 |

## Zwischenfälle
Über die Zwischenfälle in den 1920er und 1930er Jahren liegen zum Teil nur geringe Informationen vor.

### Flugunfälle der Western Air Express (Name bis 1941)
- Am 8. Dezember 1926 verunglückte eine Douglas M-2 in Salt Lake City.[62]
- Am 10. Dezember 1927 stürzte eine Douglas M-2 nahe Denver ab.[63]
- Am 7. Mai 1929 verlor die Gesellschaft eine Stearman C3B bei einem Unfall in Denver.[64]
- Am 2. Juni 1929 wurde eine in Wichita (Kansas) abgestellte Fokker F.10A während eines Sturms zerstört.[64]
- Am 5. Juni 1929 musste eine Sikorsky S-38 nach einem Unfall in Avalon (Kalifornien) als Totalverlust abgeschrieben werden.[64]
- Am 26. Dezember 1929 verunglückte eine Fokker F.10A in Oakland.[65]
- Am 6. Januar 1930 stürzte eine Stearman C3B in Denver ab.[65]
- Am 21. Januar 1930 verunglückte eine Boeing Model 95 in Cedar City (Utah).[65]
- Am 23. Februar 1930 wurde eine Fokker F.10A bei einem Unfall nahe der Ortschaft Lake Arrowhead im San Bernardino County (Kalifornien) zerstört.[65]
- Am 24. Februar 1930 stürzte eine Boeing Model 95 in St. George (Utah) ab.[65]
- Am 10. August 1930 führte ein Unfall nahe Denver zum Totalverlust einer Stearman C3B.[66]
- Am 22. Dezember 1930 verunglückte eine Fokker F.10A in Alhambra (Kalifornien).[66]
- Am 26. Januar 1931 wurde erneut eine Fokker F.10A durch einen Unfall in Alhambra zerstört.[67]
- Am 9. Februar 1932 stürzte eine Boeing Model 40B-4 ab.[68]
- Am 11. Dezember 1932 verlor Western Air Express eine Fokker F.10A bei einem Unfall nahe der Ortschaft Lynndyl im Millard County (Utah).[69]
- Am 2. Dezember 1933 verunglückte eine Fokker Super Universal in Colorado Springs.[70]
- Am 3. Dezember 1933 stürzte eine weitere Fokker Super Universal nahe Watrous im Mora County (New Mexico) ab.[70]
- Am 31. Dezember 1933 wurde eine dritte Fokker Super Universal bei einem Unfall in Las Vegas zerstört.[71]
- Am 1. September 1935 kollidierte eine Boeing 247D auf ihrem Auslieferungsflug nach dem Start vom Flughafen Burbank bei dichtem Nebel mit einer Überlandleitung. Die drei Besatzungsmitglieder kamen beim anschließenden Aufprall ums Leben.[72][73]
- Am 15. Dezember 1936 flog eine Boeing 247D bei Dunkelheit gegen einen Berg in der Lone Peak Wilderness im Bundesstaat Utah, wobei alle 10 Insassen getötet wurden. Das Wrack wurde erst im Juni 1937 gefunden.[74][73]
- Am 12. Januar 1937 kollidierte eine Boeing 247D auf dem Western-Air-Express-Flug 7 nahe der kalifornischen Ortschaft Newhall, die heute zur Stadt Santa Clarita gehört, mit einem Berg. Fünf Insassen kamen ums Leben; darunter der Dokumentarfilmer Martin Johnson. Seine Ehefrau Osa Johnson sowie sieben weitere Personen überlebten mit zum Teil schweren Verletzungen.[75][76]
- Am 12. Januar 1941 wurde eine abgestellte Boeing 247D bei einem Hangarbrand in Salt Lake City zerstört.[77]

### Flugunfälle der Western Air Lines (Name bis 1954) bzw. Western Airlines
- Am 15. Dezember 1942 wurde eine Douglas DC-3A-191 der Western Air Lines (NC16060) in einer Höhe von etwa 10.200 Fuß (3100 Metern) derart abrupt hochgezogen, dass die Struktur überlastet wurde und die Maschine auseinanderbrach. Sie schlug nahe Fairfield (Utah, USA) auf dem Boden auf. Der Kapitän befand sich nicht in seinem Sitz; das Flugzeug wurde vom  Ersten Offizier und einem Kopiloten in Ausbildung gesteuert. Von den 19 Insassen wurden 17 getötet, alle vier Besatzungsmitglieder und 13 Passagiere (siehe auch Western-Air-Lines-Trip 1).[78]

- Am 24. April 1946 fiel an einer Douglas DC-3A-367 der Western Air Lines (NC33621) während eines Testfluges ein Triebwerk aus. Bei der Rückkehr zum Flughafen Burbank (Kalifornien, USA) kollidierte das Flugzeug im Nebel mit Bäumen, stürzte ab und explodierte. Die drei Besatzungsmitglieder, die einzigen Insassen, kamen ums Leben.[79]

- Am 13. November 1946 wurde eine Douglas DC-3A der Western Air Lines (NC18645) 66 Kilometer nordwestlich des Flughafens Burbank (Kalifornien, USA) gegen einen Berg geflogen. Bei diesem CFIT (Controlled flight into terrain) wurden alle 11 Insassen getötet, drei Besatzungsmitglieder und 8 Passagiere.[80]

- Am 24. Dezember 1946 wurde eine Douglas DC-3A der Western Air Lines (NC45395) nahe dem heutigen Mount Laguna Observatory 80 Kilometer östlich des Flughafens San Diego (Kalifornien, USA) in die Ostflanke des Mount Cuyapaipe geflogen, da die Piloten zu früh den Sinkflug eingeleitet hatten. Durch diesen CFIT (Controlled flight into terrain) wurden alle 12 Insassen getötet, drei Besatzungsmitglieder und 9 Passagiere.[81]

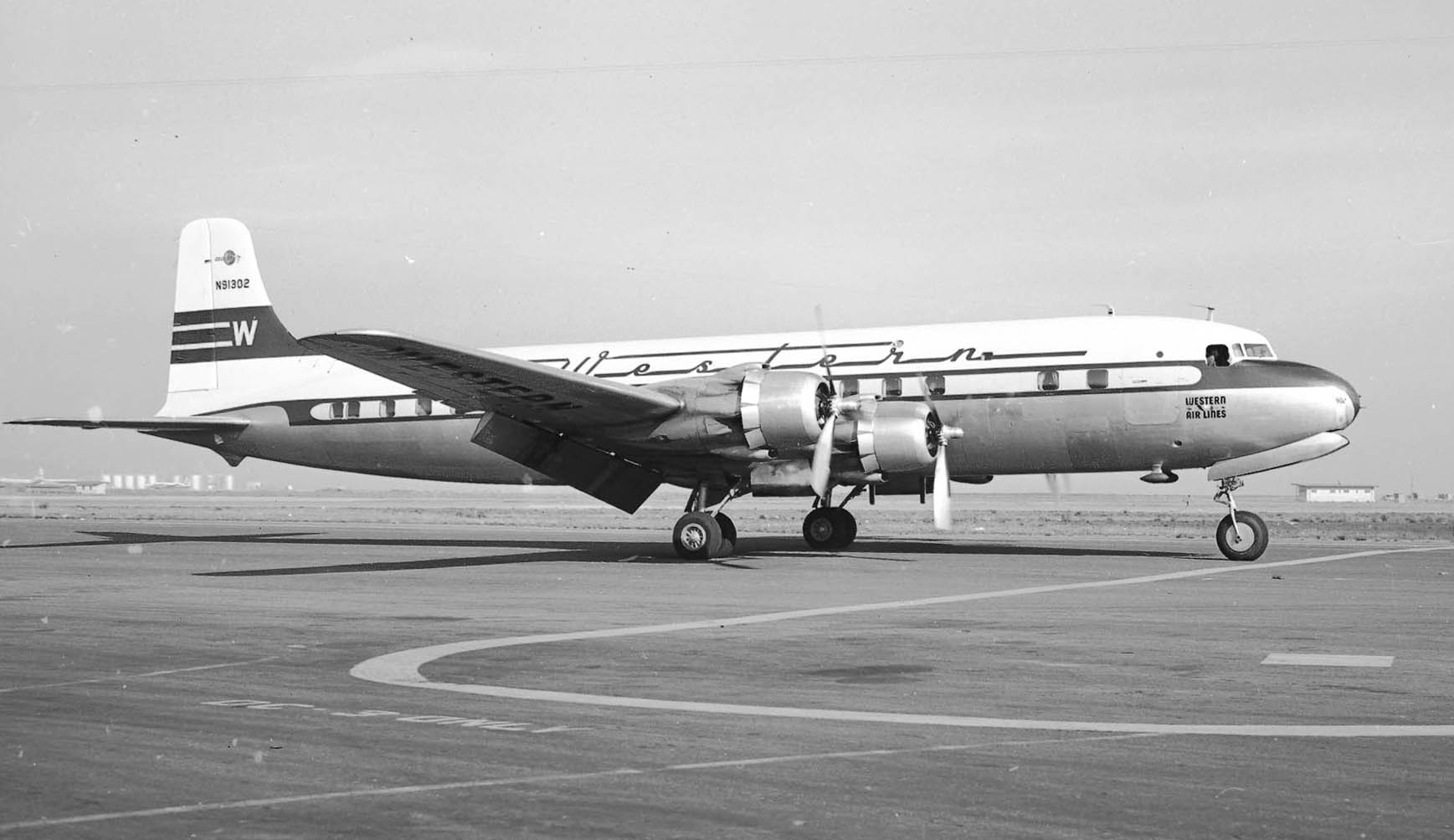
Eine baugleiche Douglas DC-6 stürzte am 20. April 1953 in die Bucht von San Francisco.

- Am 20. April 1953 wurde eine Douglas DC-6B der Western Air Lines (N91303) vor der Landung auf dem Flughafen Oakland in die Bucht von San Francisco geflogen. Bei diesem CFIT (Controlled flight into terrain) wurden 8 der 10 Insassen getötet, 4 Besatzungsmitglieder und 4 Passagiere.[82]

- Am 29. Juni 1953 schlug bei einer Douglas DC-3A der Western Air Lines (N15569) unmittelbar nach dem Abheben auf dem Flughafen Los Angeles (Kalifornien, USA) die rechte Tragfläche auf den Boden. Sie brach ab und das Flugzeug kam nach einem Ringelpiez zum Stillstand. Offensichtlich waren bei der vorherigen Überholung des Flugzeugs die Steuerkabel für die Querruder vertauscht angeschlossen worden. Eines der drei Besatzungsmitglieder auf dem Testflug wurde getötet.[83]

- Am 26. Februar 1954 stürzte eine Convair CV-240-1 der Western Airlines (N8407H) bei Wright (Wyoming, USA) aus ihrer Reiseflughöhe von 17.000 Fuß (etwa 5.200 Metern) plötzlich ab. Die Wetterbedingungen in dem Gebiet umfassten wahrscheinlich mäßige bis starke Vereisung und mäßige bis starke Turbulenzen. Alle 9 Insassen, drei Besatzungsmitglieder und 6 Passagiere, kamen ums Leben.[84]

- Am 25. Juli 1957 zündete ein Passagier auf dem Flug von Las Vegas nach Los Angeles eine Bombe an Bord einer Convair CV-240. Er wurde aus der Maschine gerissen. Der Besatzung gelang eine Notlandung.[85]

- Am 13. Februar 1958 verlor eine Convair CV-240-1 der Western Airlines (N8405H) nach dem Start vom Flughafen Palm Springs (Kalifornien, USA) die vordere Beplankung der rechten Tragfläche. Unter größten Steuerschwierigkeiten und mit Vollgas gelang es, halbwegs die Kontrolle über das Flugzeug wieder zu erlangen. Es ließ sich jedoch nicht vermeiden, 6,5 Kilometer nordnordwestlich des Startflughafens eine Bruchlandung mit mehr als 200 Knoten (370 km/h) im rauen Gelände durchzuführen. Obwohl sofort ein starkes Feuer ausbrach, überlebten alle 21 Insassen den Unfall, drei Besatzungsmitglieder und 18 Passagiere, alle jedoch verletzt. Die Ursache für den Kontrollverlust waren die Fehler eines Mechanikers bei einer größeren Wartung, die gesamte Flügelvorderkante ordentlich zu befestigen.[86]

- Am 31. März 1971 verunglückte eine Boeing 720-047B auf dem Flughafen Los Angeles-Ontario. Die 5 Besatzungsmitglieder, die einen Trainingsflug absolvierten, kamen ums Leben. Unfallursache war das Versagen einer Stützbefestigung des hydraulischen Antriebs des Seitenruders aufgrund einer Kombination aus Spannungsrisskorrosion und hoher Zugbelastung, was kurz nach Beginn eines Durchstartmanövers bei einem simulierten Triebwerksausfall zum vollständigen Verlust der Kontrolle über das Seitenruder führte (siehe auch Western-Airlines-Flug 366).[87]

- Am 31. März 1975 überrollte eine Boeing 737-200 nach einer Landung in Casper das Bahnende. Aufgrund der Schadenshöhe wurde die Maschine als Totalverlust abgeschrieben. Alle 99 Insassen überlebten den Zwischenfall.[88]

- Am 31. Oktober 1979 setzte eine McDonnell Douglas DC-10-10 bei dichten Nebel auf einer gesperrten Landebahn des Flughafens Mexiko-Stadt auf. Beim Versuch durchzustarten kollidierte die Maschine mit einem Baufahrzeug. Das Flugzeug brach daraufhin nach rechts aus und stürzte in ein Gebäude. Von den 88 Insassen kamen 72 ums Leben. Zudem wurde eine weitere Person am Boden getötet (siehe auch Western-Airlines-Flug 2605).[89]